# Década de 1790 nos Estados Unidos
Esta é uma cronologia de década de 1790 nos Estados Unidos.

## 1790
- 22 de março: Thomas Jefferson assume o primeiro Secretário de Estado dos Estados Unidos.[1]
- 29 de maio: Rhode Island torna-se o 13º estado norte-americano admitido à União.[2][3]
- 16 de julho: Presidente George Washington aprova a Lei da Residência (Residence Act), que autoriza a escolha do local onde será construída a nova capital norte-americana, Washington, DC.[4][5]
- 2 de agosto: O primeiro censo dos Estados Unidos é autorizado e registra uma população de 3.929.214 habitantes.[6]
- 4 de agosto: O Congresso dos Estados Unidos cria o Serviço de Barcos para a Fiscalização de Receita (United States Revenue Cutter Service), o precursor da Guarda Costeira dos Estados Unidos (United States Coast Guard).[7]

## 1791
- 25 de fevereiro: O Primeiro Banco dos Estados Unidos é estabelecido pelo Congresso dos Estados Unidos.[8]
- 4 de março: Vermont torna-se o 14º estado norte-americano admitido à União.[3][9]
- 26 de agosto: O barco a vapor é patenteado por John Fitch.
- 15 de dezembro: As dez primeiras emendas, conhecidas como a Carta dos Direitos dos Estados Unidos, entram oficialmente em vigor.

## 1792
- O Partido Democrata-Republicano (atual Partido Democrata) é fundado por Thomas Jefferson e James Madison.
- 12 de fevereiro: A Federal Fugitive Law é aprovada pelo Congresso dos Estados Unidos.
- 20 de fevereiro: A Lei dos Serviços Postais (Postal Services Act) entra em vigor.
- 2 de abril: A Lei Monetária (Coinage Act ou Mint Act) é aprovada, criando a casa da moeda do país, United States Mint, em Filadélfia.[10][11]
- 5 de abril: Presidente George Washington usa o veto pela primeira vez.[12]
- 1 de junho: O Kentucky torna-se o 15º estado norte-americano admitido à União.[3][11][13][14]
- 13 de outubro: Inicia a construção da Casa Branca, a residência oficial do presidente dos Estados Unidos, em Washington, DC.[15]
- 5 de dezembro: É realizada a eleição presidencial. George Washington é reeleito presidente dos Estados Unidos com 132 votos.[11][16][17]

## 1793
- 12 de fevereiro: A Lei do Escravo Fugitivo de 1793 (Fugitive Slave Act of 1793) é aprovada pelo Congresso dos Estados Unidos.[14][18]
- 4 de março: Presidente George Washington começa seu segundo mandato.[3]
- 22 de abril: Presidente George Washington publica a Proclamação de Neutralidade em um conflito entre a Grã-Bretanha e a França.[16][19][20][21]
- 9 de julho: A Constituição do Estado de Vermont é adotada.
- 31 de dezembro: Thomas Jefferson renuncia ao cargo de Secretário de Estado.

## 1794
- 1 de janeiro: Robert Forsyth torna-se o primeiro marechal dos Estados Unidos a morrer em serviço.
- 4 de março: A Décima-Primeira Emenda da Constituição dos Estados Unidos é aprovada pelo Congresso dos Estados Unidos.
- 22 de março: O Congresso dos Estados Unidos proíbe o comércio de escravos em todos os portos estrageiros.[22]
- 27 de março: O Congresso norte-americano autoriza a construção das primeiras seis fragatas, dando origem à Marinha dos Estados Unidos (United States Navy).[7]
- 19 de novembro: O Tratado de Comércio, Navegação e Amizade entre os Estados Unidos e a Grã-Bretanha, conhecido como Tratado de Jay, é assinado em Londres.[16][23][24][25][26]

## 1795
- 14 de janeiro: A Universidade da Carolina do Norte (renomeada a Universidade da Carolina do Norte em Chapel Hill) é aberta aos alunos, tornando-se a primeira universidade estadual dos Estados Unidos.
- 7 de fevereiro: A Décima-Primeira Emenda da Constituição dos Estados Unidos é ratificada.
- 24 de junho: O Tratado de Jay é aprovado pelo Senado dos Estados Unidos.[16]
- 3 de agosto: O Tratado de Greenville é assinado entre uma coalizão dos nativos americanos e os Estados Unidos, terminado a Guerra Indígena do Noroeste.[27]
- 27 de outubro: O Tratado de Madrid, também conhecido como Tratado de San Lorenzo ou Tratado de Pickney, é assinado em San Lorenzo de El Escorial, estabelecendo as intenções de amizade entre os Estados Unidos e a Espanha.[27]

## 1796
- 1 de junho: O Tennessee torna-se o 16º estado norte-americano admitido à União.[13][22][28]
- 8 de julho: O Departamento de Estado dos Estados Unidos cria o primeiro passaporte americano.
- 19 de setembro: Presidente George Washington publica o Discurso de Despedida (Farewell Address).[16][28][29]
- 15 de novembro: A França suspende as relações diplomáticas com os Estados Unidos.[16]
- 7 de dezembro: É realiizada a eleição presidencial. O candidato federalista, John Adams, é eleito Presidente dos Estados Unidos.[28]

## 1797
- 1 de janeiro: Albany substitui a cidade de Nova Iorque como a capital do estado de Nova Iorque.
- 4 de março: John Adams torna-se o segundo Presidente dos Estados Unidos.[23]
- 10 de maio: O primeiro navio da Marinha dos Estados Unidos, a fragata USS United States, é lançado em Filadélfia.[30]
- 7 de setembro: Uma das primeiras fragatas norte-americanas, USS Constellation, é lançada em Baltimore.[30]
- 21 de outubro: Uma das primeiras fragatas norte-americanas, USS Constitution, é lançada em Boston, Massachusetts.[30]

## 1798
- 7 de abril: Presidente John Adams assina a lei, criando o Território do Mississippi.[31][32]
- 30 de abril: O Departamento da Marinha dos Estados Unidos é criado por um lei do Congresso dos Estados Unidos.[33][34][35]
- 11 de julho: Presidente John Adams aprova a recriação do Corpo de Fuzileiros Navais dos Estados Unidos após a dissolução do Corpo de Fuzileiros Navais Continental.[31][33][36]

## 1799
- 14 de janeiro: O Senado dos Estados Unidos conclui o processo de impeachment do senador William Blount, do Tennessee.[37]
- 9 de fevereiro: A fragata americana USS Constellation derrota a fragata francesa Insurgente no Caribe.[33]
- 29 de março: A lei é aprovada pela legislatura de Nova Iorque para abolir a escravidão no estado.[38]
- 14 de dezembro: Morre o primeiro presidente dos Estados Unidos, George Washington, em Mount Vermon, Virgínia.[39][40]